# Pommes château
Pommes château (franska), châteaupotatis eller slottspotatis är en potatisrätt. I Frankrike oftast liktydigt med skalad potatis som förvälls, kyls ned och steks i smör. I Sverige avses ofta klyftpotatis, som förvälls och därefter steks i smör, salt och peppar och serveras med finhackad persilja.
Det förekommer varianter av pommes château.